# کریس براون (بازیکن فوتبال، زاده ۱۹۸۴)
کریس براون (انگلیسی: Chris Brown؛ زادهٔ ۱۱ دسامبر ۱۹۸۴) بازیکن فوتبال اهل بریتانیا است.
از باشگاه‌هایی که در آن بازی کرده‌است می‌توان به باشگاه فوتبال دونکستر راورز، باشگاه فوتبال پرستون نورث اند، باشگاه فوتبال بلکبرن روورز، باشگاه فوتبال هال سیتی، باشگاه فوتبال نوریچ سیتی، و باشگاه فوتبال ساندرلند اشاره کرد.